# Liolaemus variegatus
Espèce
Liolaemus variegatus est une espèce de sauriens de la famille des Liolaemidae.

## Répartition
Cette espèce est endémique du département de Cochabamba en Bolivie.

## Publication originale
- Laurent, 1984 : Tres especies nuevas del genero Liolaemus (Reptilia, Iguanidae). Acta Zoologica Lilloana, vol. 37, no 2, p. 273-294.